# Oznaczenia lokomotyw elektrycznych w Polsce
W Polsce stosuje się kilka sposobów oznaczania lokomotyw elektrycznych. Utrwalone historycznie są oznaczenia serii PKP, określające przeznaczenie lokomotywy i jej główne cechy konstrukcyjne, stosowane w obecnej formie od 1959. Przewoźnicy prywatni spoza grupy PKP stosują różne zasady oznaczania lokomotyw. Dla lokomotyw elektrycznych produkowanych w Polsce nadaje się również jednolite oznaczenie typu konstrukcyjnego. Ponadto stosowane są oznaczenia UIC oraz możliwe jest określenie układu osi każdej lokomotywy.

## Historia
Sieć trakcyjna pojawiła się w Polskich Kolejach Państwowych w latach 1936–1937. Początkowo lokomotywy elektryczne nie nosiły oznaczeń różnicujących serie, a jedynie litery EL. i numer inwentarzowy. Po II wojnie światowej oznaczenia zmieniono na literę E z numerem inwentarzowym. Odrębne zakresy numerów dla poszczególnych typów lokomotyw powodowały, że nieoficjalnie wyróżniano serie E100, E110, E150 i E200. 
W 1955 wprowadzono odrębne oznaczenia dla poszczególnych serii, które otrzymały literę E i kolejny numer (od E01 do E06), a lokomotywy otrzymywały odrębne numery inwentarzowe od 1 w każdej serii. Oznaczenia te zostały zastąpione w 1959 przez system obowiązujący, ze zmianami, do chwili obecnej.

## Seria

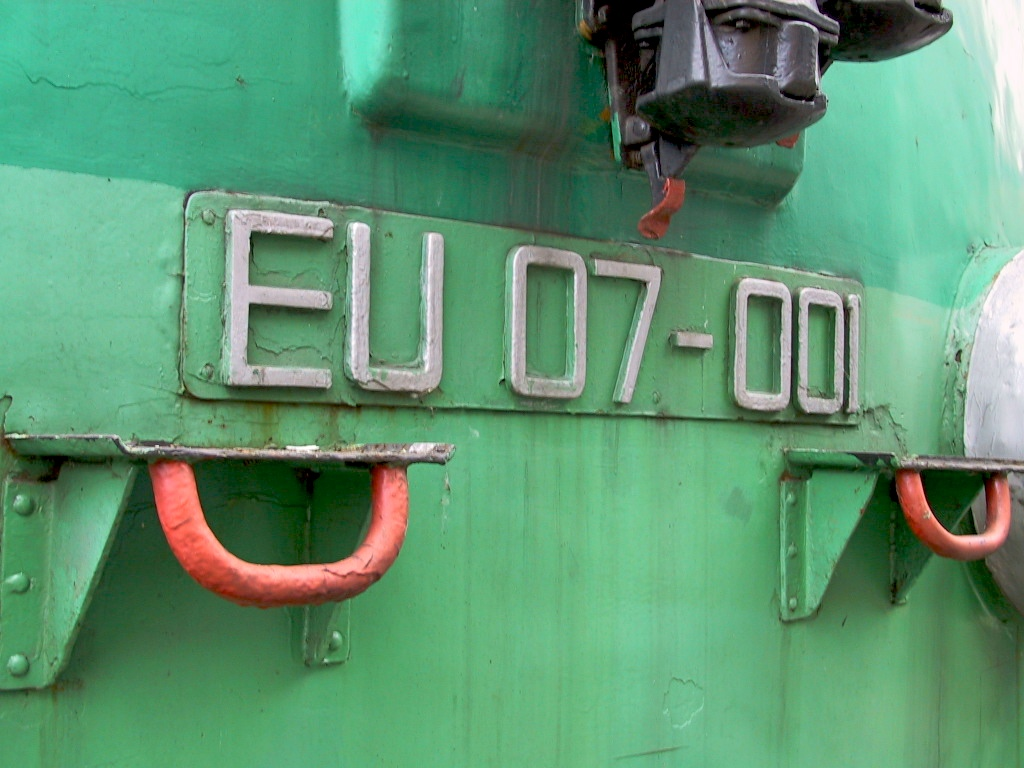
Seria na czole lokomotywy EU07-001

Według normy resortowej obowiązującej od 1 lipca 1959 lokomotywy elektryczne oznaczane są w PKP trzema umieszczonymi obok siebie symbolami.
Pierwszy symbol to litera E oznaczająca trakcję elektryczną.
Drugi symbol to litera oznaczająca przeznaczenie lokomotywy:
- P – pasażerska,
- T – towarowa,
- U – uniwersalna,
- M – manewrowa[2].

Trzeci symbol to liczba dwucyfrowa za symbolem literowym oznaczająca układ osi, sposób napędu, wartość napięcia zasilania i rodzaj prądu oraz kolejność wprowadzenia do eksploatacji. Pierwotnie obowiązywały następujące oznaczenia:
- od 01 do 14 – lokomotywy czteroosiowe o układzie osi Bo’Bo’ na prąd stały 3 kV,
- od 15 do 19 – lokomotywy czteroosiowe o układzie osi Bo’Bo’ na prąd przemienny,
- od 20 do 34 – lokomotywy sześcioosiowe o układzie osi Co’Co’ na prąd stały 3 kV,
- od 35 do 39 – lokomotywy sześcioosiowe o układzie osi Co’Co’ na prąd przemienny,
- od 40 do 49 – lokomotywy o innym układzie osi lub rodzaju prądu i napięcia[2].

W związku z zaniechaniem uruchomienia w Polsce systemu zasilania prądem przemiennym, w 1963 zasady dotyczące liczb w oznaczeniu serii zostały zaktualizowane:
- od 01 do 19 – lokomotywy czteroosiowe o układzie osi Bo’Bo’ na prąd stały 3 kV,
- od 20 do 39 – lokomotywy sześcioosiowe o układzie osi Co’Co’ na prąd stały 3 kV,
- od 40 do 49 – lokomotywy o innym układzie osi lub rodzaju prądu i napięcia[1].

Przykładowo oznaczenie EU20 oznacza lokomotywę elektryczną uniwersalną, pierwszą wprowadzoną do eksploatacji o układzie osi Co’Co’ na prąd stały 3 kV, a ET22 – lokomotywę elektryczną towarową, trzecią wprowadzoną do eksploatacji o układzie osi Co’Co’ na prąd stały 3 kV. Kolejne liczby nadawane są w miarę wprowadzania poszczególnych serii do eksploatacji, przy czym kolejność ta dotyczy lokomotyw o danym układzie osi i napięciu zasilania, a nie przeznaczeniu, w związku z czym lokomotywy po przebudowie mogą otrzymać zmienione oznaczenie przeznaczenia, np. z EU05 na EP05.
Pełne oznaczenie stanowi seria ustalona według powyższych zasad oraz oddzielony od niej myślnikiem numer inwentarzowy (np. ET22-303).
Przewoźnicy spoza spółek Grupy PKP stosują różne zasady oznaczania. Zamiast serii można spotkać np. typ konstrukcyjny czy typ fabryczny (np. 3E), a w przypadku lokomotyw importowanych także serię poprzedniego, zagranicznego operatora. Stosowane są także oznaczenia wzorowane lub tylko nawiązujące do oznaczeń PKP (jak ET13 lub ET182).

## Typ konstrukcyjny

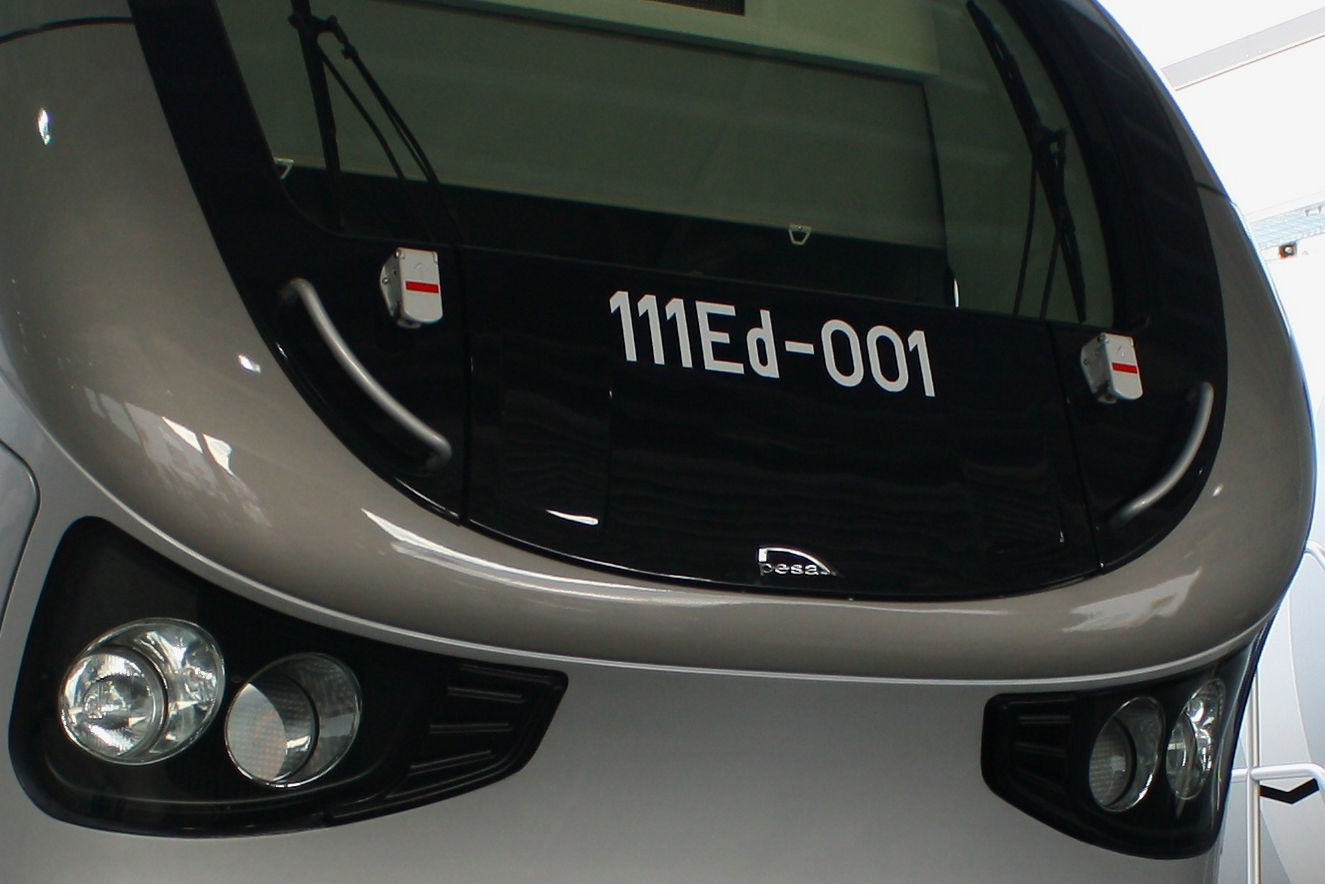
Typ na czole lokomotywy 111Ed-001

Według normy branżowej obowiązującej od 1963 lokomotywom elektrycznym zaprojektowanym i produkowanym w Polsce nadaje się typ konstrukcyjny składający się z trzech cyfr i litery E.
Pierwsza cyfra oznacza:
- 1 – lokomotywę pasażerską,
- 2 – lokomotywę towarową,
- 3 – lokomotywę uniwersalną,
- 4 – lokomotywę manewrową bądź przemysłową[5].

Dwie kolejne cyfry to kolejność opracowania projektu.
Za literą E może ewentualnie znajdować się mała litera oznaczająca kolejną odmianę konstrukcyjną typu podstawowego (bez litery – typ podstawowy, a – pierwsza odmiana, b – druga itd.).
Przykładowo elektrowóz typu 104Eb to czwarty z kolei elektrowóz pasażerski w drugiej odmianie konstrukcyjnej.
Dla lokomotyw wieloczłonowych dopuszczono oznaczanie jednolitym symbolem typu składającym się z liczby i liter WL, ale w praktyce sposób ten nie jest używany.
Typ konstrukcyjny jest stosowany w dokumentacji konstrukcyjnej niezależnie od serii. Można go jednak spotkać również jako zamiennik serii na taborze przewoźników spoza Grupy PKP. Wówczas numer występujący po myślniku może być numerem fabrycznym danego egzemplarza.

## Oznaczenia UIC

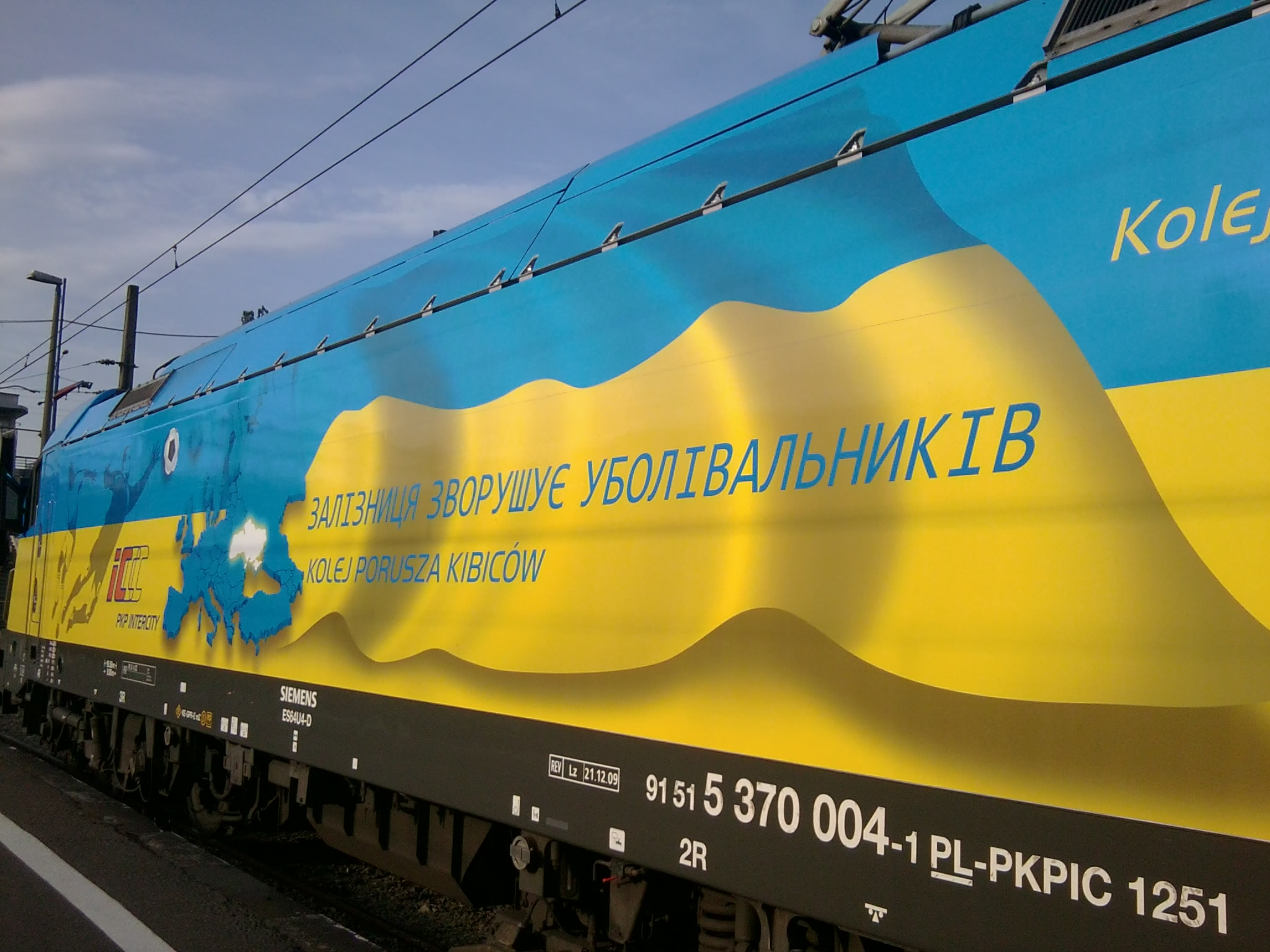
Oznaczenie UIC na dole boku pudła lokomotywy serii EU44

31 maja 2006 minister transportu wydał rozporządzenie w sprawie rejestru i oznakowania pojazdów kolejowych określające zasady nadawania 12-cyfrowych oznaczeń międzynarodowych. Zgodnie z nim elektrowozy eksploatowane w Polsce powinny być oznaczone według schematu 9a 51 b cde eee-f, gdzie:
- a – cyfra 1 dla elektrowozów liniowych bądź 7 dla manewrowych,
- b – cyfra od 1 do 8 określająca rodzaj elektrowozu,
- c – cyfra od 1 do 4 określająca system napędu,
- d – cyfra określająca moc,
- eeee – liczba od 0000 do 9999 określająca numer egzemplarza w danej serii,
- f – cyfra samokontroli[9].

Przykładowo elektrowóz ET22-303 nosi oznaczenie 91 51 3 150 303-8.

## Układ osi
Liczbę osi napędzanych w lokomotywie elektrycznej oznacza się:
- A – jedna oś napędowa,
- B – dwie osie napędowe,
- C – trzy osie napędowe,
- o – osie z napędem indywidualnym[10].

W zapisie układu osi osie jednego wózka grupuje się za pomocą apostrofu.
Przykładowo zapis Bo oznacza pojedynczy wózek, w którym dwie osie są napędzane indywidualnie. Zapis Bo’Bo’ oznacza elektrowóz oparty na dwóch dwuosiowych wózkach napędnych z napędem indywidualnym, zaś Bo’Bo’+Bo’Bo’ elektrowóz dwuczłonowy, w którym każdy człon jest oparty na dwóch dwuosiowych wózkach napędnych z napędem indywidualnym.